# افسران پلیس (مجموعه تلویزیونی)
افسران پلیس یا کارابینیری (انگلیسی: Carabinieri) یک مجموعه تلویزیونی ایتالیایی است که از مارس ۲۰۰۲ تا ژوئیه ۲۰۰۸ از کانال ۵ ایتالیا پخش می‌شد. از بازیگران این مجموعه می‌توان به مانوئلا آرکوری، اتوره باسی، لورنتسو کرسپی، پائولو بولیونی، جانلوکا تستا و پینو کاروسو اشاره کرد.
مدیریت دوبلاژ چند فصل اول سریال را اکبر منانی به عهده داشت.

## بازیگران
| بازیگر                | نقش            | توضیحات |
| --------------------- | -------------- | ------- |
| مانوئلا آرکوری        | پائولا ویتالی  |         |
| اتوره باسی            | آندریا فری     |         |
| آندرئا رونکاتو        | کستانته رومانو |         |
| لورنتسو کرسپی         | توماسو پالرمو  |         |
| پینو کاروسو           | جوزپه کاپلا    |         |
| مارتینا کولمباری      | جیویا کاپلا    |         |
| روبرتو فارنزی         | لوئیجی تستا    |         |
| آلسیا مارکوتسی        | آندرئا سپی     |         |
| فرانچسکا کیلمی        | لورا فلسترو    |         |
| لوکا آرجنترو          | مارکو توسی     |         |
| پائولو ویلاجیو        | جیووانی        |         |
| وینچنتسو کروچیتی      | ویتوریو بوردی  |         |
| اورسو ماریا گوئرینی   | لورنزو         |         |
| مائوریتسیو کاساگرانده | برونو موری     |         |
| اریکا بلانک           | جما            |         |
| کتیا ریتچارلی         | مونیکا         |         |
| لیا تانتسی            | مارگریتا       |         |
| کلاریتا گاتو          |                |         |